# Pelham, Tennessee
Pelham är en ort i Grundy County i delstaten Tennessee, USA.